# Rex Bellator
El proyecto "Rex Bellator" (rey guerrero) pretendía la unificación de las Órdenes militares para la reconquista de Tierra Santa.

## Antecedentes históricos
Se elaboró a raíz de la pérdida de los restos del Reino de Jerusalén desde 1291. Disminuido territorialmente con la pérdida de la ciudad de Jerusalén en 1187, había tenido como capital San Juan de Acre, y dependía cada vez más de la fuerza de las órdenes militares-religiosas para sobrevivir, especialmente desde el fracaso de la cruzada del rey francés Luis IX de Francia (San Luis).
Las ofensivas del sultán Baibars al-Bunduqdarí habían dejado el reino reducido a una pequeña franja costera y el sultán Qalawun decidió eliminar el enclave. A pesar de su muerte, su hijo al-Ashraf Khalil culminó su obra el 28 de mayo de 1291.
Ello suscitó una ola de tratados sobre cómo proceder a la reconquista del reino de Jerusalén. La gran mayoría partían de la unificación de las Órdenes militares en una sola, bajo el mando de un príncipe célibe o viudo de sangre real.

## El proyecto "Rex Bellator" en las obras deRamon Llull
De todos ellos, el plan más coherente, llamado "Rex Bellator", lo elaboró fray Ramon Llull en tres libros:
- Quomodo Terra Sancta recuperari potest[1] (diciembre de 1292), elaborado bajo la impresión de la caída de San Juan de Acre. Lo comenzó con el franciscano Nicolás IV como Papa, pero lo terminó con sede vacante, por lo que lo envió al colegio de cardenales reunido en cónclave.

- Liber de Fine[2] (abril de 1305); dedicado a Clemente V que acababa de ser entronizado. La coyuntura era la caída de la isla de Arwad en septiembre de 1302, con toda su guarnición, y las embajadas de rescate de su jefe, el submariscal templario frey Dalmau de Rocabertí, enviadas por el rey Jaime II de Aragón. La estrategia preconizada por Llull era la unificación de las órdenes militares bajo un "Rex Bellator" que mandaría una expedición por el Norte de África, sostenido por una flota aragonesa y con los almogávares como fuerza de choque. Se adivina claramente el protagonismo que había de tener en el proyecto el rey don Jaime y su hijo el infante Jaime, que renunció a la corona para asumir el cargo de Rex Bellator. La publicación del tratado fue contestada por Pierre Dubois con su "De recuperatione Terrae Sanctae" (1306) en el cual era el rey Felipe IV de Francia el candidato a unificador de la cristiandad como "rex pacis" en lugar del rex bellator.

- Liber de Acquisitione Terrae Sanctae[3] (marzo de 1309), aparecido tras la eliminación de los templarios. Fray Ramon Llull proponía ahora dos vías para la reconquista de Tierra Santa: al norte (Constantinopla), los franceses con los hospitalarios, y al sur, Jaime II, partiendo de Murcia con las órdenes peninsulares, a lo largo de la costa sur del Mediterráneo.

El plan consistía en la unificación de las órdenes militares (en los dos primeros tratados, dejando clara la preeminencia de templarios y hospitalarios, y en el tercero, distinguiendo los hospitalarios al norte y las órdenes de la península ibérica al sur), situando un "rex bellator", un rey guerrero, viudo o soltero, a su cabeza.
Se preveía, también, una ofensiva "espiritual", de frailes entrenados en la lengua árabe y la tártara; un bloqueo naval y una progresión por tierra, partiendo de Murcia, pasando por Almería, Granada, Ceuta, el Norte de África, Egipto y, finalmente, Jerusalén. Como Murcia pertenecía al rey Jaime II, y como su primogénito, el príncipe Jaime, renunció a la corona para vestir la túnica blanca y la cruz roja (propósito dificultado por la disolución de la Orden del Temple y, finalmente, conseguido al ingresar en la Orden de Montesa), se puede deducir que el proyecto contaba con el beneplácito de Jaime II y que respondía a los intereses de sus reinos. Hay que recordar que Jaime II ya era capitán general, portaestandarte y almirante de la Iglesia, desde la época del papa Bonifacio VIII, enemigo del rey de Francia, Felipe IV.

## Influencia del proyecto en la corte de Jaime II de Aragón y en la de Felipe IV de Francia
Posiblemente por esta razón (para influir en la inminente sucesión del Maestre templario frey Jacques de Molay) Jaime II intentó obtener la libertad de frey Dalmau de Rocabertí, el último gran jefe militar templario caído en Arwad (1302), a través de las embajadas llevadas a cabo por Eymeric de Usall antes de la destrucción del Temple, y aún después.
El proyecto de Ramon Llull no podía por menos que aparecer como un peligro para Felipe IV, que reaccionó:
* considerando el proyecto del abogado real Pierre Dubois, en la que él mismo o su hermano se convertía en candidato a cabeza de la cristiandad como "rex pacis".
* intentó entrar en el Temple, al morir su esposa Juana I de Navarra, petición que no fue aceptada por la Orden.
* fracasado lo anterior, acusó al Temple de herejía para destruirlo.